# Danayakanapura, Tirumakudal Narsipur
Danayakanapura là một làng thuộc tehsil Tirumakudal Narsipur, huyện Mysore, bang Karnataka, Ấn Độ.